# Christine Wttewaall van Stoetwegen
Christine Wilhelmine Isabelle Wttewaall van Stoetwegen (Amsterdam, 1 januari 1901 – Den Haag, 15 oktober 1986) was een Nederlandse politica. Voor de Christelijk-Historische Unie (CHU) was zij jarenlang lid van de Tweede Kamer der Staten-Generaal. De achternaam 'Wttewaall' wordt uitgesproken als 'uutewaal'.

## Biografie
Jonkvrouw Wttewaall van Stoetwegen, telg uit de familie Wttewaall, was dochter van jhr. Henri Alexander Wttewaall van Stoetwegen (1867-1941) en jkvr. Catharina Cornelia van Swinderen (1871-1930), telg uit het geslacht Van Swinderen. Ze studeerde van 1922 tot 1928 rechten aan de Rijksuniversiteit Leiden. Tijdens de Tweede Wereldoorlog kwam ze via haar broer Oncko in aanraking met George Maduro, die zij hielp onderduiken. In november 1945 werd zij voor de CHU lid van de Tweede Kamer, waarin zij tot 1971 zitting had. Hoewel gereformeerd opgevoed, behoorde ze in haar latere leven tot de middenmoot van de Nederlandse Hervormde Kerk.
Ze had goede persoonlijke contacten met de koninklijke familie. Zo was zij bevriend met koningin Juliana. Halverwege de jaren zestig, in de tijd van de perikelen rondom het huwelijk van de toenmalige prinses Beatrix met Claus von Amsberg, nam zij - in tegenstelling tot de overheersende opvatting - een afwijkende, positieve houding in ten opzichte van Claus en noemde hem "een zegen voor het land".
Wttewaalls verdiensten in de Tweede Kamer liggen op diverse gebieden. Zo pleitte ze in de jaren veertig voor betere omstandigheden in gevangenissen en in de jaren vijftig voor gelijkberechtiging van de vrouw (gelijk salaris als de man, geen ontslag bij huwelijk). Ook was zij een actief lid van de parlementaire enquêtecommissie die het regeringsbeleid in de Tweede Wereldoorlog onderzocht.
In een nachtelijk Kamerdebat op 26 november 1970 met veel verwarrende moties en tegenmoties waarbij zij per ongeluk verkeerd had gestemd, stelde zij voor de zitting te beëindigen, waarbij zij de woorden "...dit is gekkenwerk!!" uitsprak. Deze uitspraak maakte haar een tijdlang populair bij vriend en vijand.
Haar autobiografie verscheen in 1973 onder de titel De freule vertelt. Christine Wttewaall van Stoetwegen overleed op 85-jarige leeftijd.

## Persoonlijk
Freule Wttewaall van Stoetwegen woonde in flatgebouw Oldenhove aan de Laan van Meerdervoort in Den Haag. Zij stond bekend onder de bijnamen "de rode freule", "de oranje freule", of kortweg "de freule". Door de prinsessen werd ze "Tante Bol" genoemd. Voor familie en vrienden was het "(Tante) Bob". Ze ligt begraven op de Algemene Begraafplaats Kerkhoflaan in Den Haag.

## Trivia
- In de Tweede Kamer der Staten-Generaal is de Wttewaall van Stoetwegenzaal vernoemd naar haar.
- Het satirische programma Farce Majeure gebruikte de uitspraak 't is Gekkenwerk in een liedje met dezelfde titel.